# 布達佩斯棄兵
布達佩斯棄兵，是國際象棋開局印度防禦的一種，走法為：
1.d4 Nf6 2.c4 e5